# Optična gostota
Optična gostota (uporaba v tiskarstvu) je lastnost snovi, da ne prepušča ali odbija svetlobe, da torej svetlobo delno absorbira. Optična gostota je odvisna od vrste in debeline tiskarske barve. Optično gostoto lahko merimo v odbiti ali prepuščeni svetlobi.
Optično gostoto merimo z denzitometrom.
Optična gostota je podlaga za izračun tudi naslednjih količin:
- rastrska tonska vrednost
- prirastek rastrske tonske vrednosti
- relativni tiskovni kontrast
- navzemanje barv
- zamik barvitosti
- posivitev